# Prêmio Renaudot
O Prêmio Renaudot (em francês: Prix Théophraste Renaudot ou Prix Renaudot) é uma das mais importantes premiações literárias da França.
O prêmio é nomeado em honra do jornalista francês Théophraste Renaudot que fundou o primeiro jornal (La Gazette) na França em 1631 e foi criado em 1926 por dez críticos de arte e periodistas que esperavam a deliberação do Prêmio Goncourt (concedido pela primeira vez em 1903).
O nome do laureado é proclamado anualmente na primeira terça-feira do mês de novembro ao restaurante Drouant em Paris, em simultâneo com o vencedor do prêmio Goncourt. O prêmio não é dotado monetariamente.

## Lista dos laureados
A seguir, a lista dos laureados (em parênteses a editora):
- 1926: Nicolo Peccavi, Armand Lunel (Gallimard)
- 1927: Maïtena, Bernard Narbonne (Grasset)
- 1928: Le Joueur de triangle, André Obey (Grasset)
- 1929: La Table aux crevés, Marcel Aymé (Gallimard)
- 1930: Piège, Germaine Beaumont (Lemerre)
- 1931: L'Innocent, Philippe Hériat (Denoël)
- 1932: Voyage au bout de la nuit, Louis-Ferdinand Céline (Denoël)
- 1933: Le roi dort, Charles Braibant (Denoël)
- 1934: Blanc, Louis Francis (Gallimard)
- 1935: Jours sans gloire, François de Roux (Gallimard)
- 1936: Les Beaux Quartiers, Louis Aragon (Denoël)
- 1937: Mervale, Jean Rogissart (Denoël)
- 1938: Léonie la bienheureuse, Pierre-Jean Launay (Denoël)
- 1939: Les Javanais, Jean Malaquais (Denoël)
- 1940: L'Univers concentrationnaire, David Rousset (Minuit)
- 1941: Quand le temps travaillait pour nous, Paul Mousset (Grasset)
- 1942: Les Liens de chaîne, Robert Gaillard (Colbert)
- 1943: J'étais médecin avec les chars, André Soubiran (Didier)
- 1944: Les Amitiés particulières, Roger Peyrefitte (La Table ronde)
- 1945: Le Mas Théotime, Henri Bosco (Charlot)
- 1946: La Vallée heureuse, Jules Roy (Charlot)
- 1947: Je vivrai l'amour des autres, Jean Cayrol (Le Seuil)
- 1948: Voyage aux horizons, Pierre Frisson (Julliard)
- 1949: Le Jeu de patience, Louis Guilloux (Gallimard)
- 1950: Les Orgues de l'enfer, Pierre Molaine (Corréa)
- 1951: Le Dieu nu, Robert Margerit (Gallimard)
- 1952: L'Amour de rien, Jacques Perry (Julliard)
- 1953: La Dernière Innocence, Célia Bertin (Corréa)
- 1954: Le Passage, Jean Reverzy (Julliard)
- 1955: Le Moissonneur d'épines, Georges Govy (La Table ronde)
- 1956: Le Père, André Perrin (Julliard)
- 1957: La Modification, Michel Butor (Minuit)
- 1958: La Lézarde, Édouard Glissant (Le Seuil)
- 1959: L'Expérience, Albert Palle (Julliard)
- 1960: Le Bonheur fragile, Alfred Kern (Gallimard)
- 1961: Les Blés, Roger Bordier (Calmann-Lévy)
- 1962: Le Veilleur de nuit, Simone Jacquemard (Le Seuil)
- 1963: Le Procès-verbal, Jean-Marie Gustave Le Clézio (Gallimard)
- 1964: L'Écluse, Jean-Pierre Faye (Le Seuil)
- 1965: Les Choses, Georges Perec (Julliard)
- 1966: La Bataille de Toulouse, José Cabanis (Gallimard)
- 1967: Le Monde tel qu'il est, Salvat Etchart (Mercure de France)
- 1968: Le Devoir de violence, Yambo Ouologuem (Le Seuil)
- 1969: Les Feux de la colère, Max-Olivier Lacamp (Grasset)
- 1970: Isabelle ou l'arrière-saison, Jean Freustié (La Table ronde)
- 1971: Le Sac du palais d'été, Pierre-Jean Rémy (Gallimard)
- 1972: La Nuit américaine, Christopher Franck (Le Seuil)
- 1973: La Terrasse des Bernardini, Suzanne Prou (Calmann-Lévy)
- 1974: Voyage à l'étranger, Georges Borgeaud (Grasset)
- 1975: L'Homme de sable, Jean Joubert (Grasset)
- 1976: L'Amour les yeux fermés, Michel Henry (Gallimard)
- 1977: Les Combattants du petit bonheur, Alphonse Boudard (La Table ronde)
- 1978: L'Herbe à brûler, Conrad Detrez (Calmann-Lévy)
- 1979: Affaires étrangères, Jean-Marc Roberts (Le Seuil)
- 1980: Les Portes de Gubbio, Danièle Sallenave (Le Seuil)
- 1981: La Nuit du décret, Michel Del Castillo (Le Seuil)
- 1982: La Faculté des songes, Georges-Olivier Châteaureynaud (Grasset)
- 1983: Avant-Guerre, Jean-Marie Rouart (Grasset)
- 1984: La Place, Annie Ernaux (Gallimard)
- 1985: Mes nuits sont plus belles que vos jours, Raphaëlle Billetdoux (Grasset)
- 1986: Station balnéaire, Christian Giudicelli (Gallimard)
- 1987: L'Enfant halluciné, René-Jean Clot (Grasset)
- 1988: Hadriana dans tous mes rêves, René Depestre (Gallimard)
- 1989: Les Comptoirs du Sud, Philippe Doumenc (Le Seuil)
- 1990: Les Frères Romance, Jean Colombier (Calmann-Lévy)
- 1991: La Séparation, Dan Franck (Le Seuil)
- 1992: La Démence du boxeur, François Weyergans (Gallimard)
- 1993: Les Corps célestes, Nicolas Bréhal
- 1994: Comme ton père, Guillaume Le Touze (L'Olivier)
- 1995: Les Braban, Patrick Besson
- 1996: Un silence d'environ une demi-heure, Boris Schreiber
- 1997: Les Voleurs de beauté, Pascal Bruckner (Grasset)
- 1998: Le Manuscrit de Port-Ebène, Dominique Bona (Gallimard)
- 1999: L'Enfant léopard, Daniel Picouly (Grasset)
- 2000: Allah n'est pas obligé, Ahmadou Kourouma (Le Seuil)
- 2001: Céleste, Martine Le Coz (Editions du Rocher)
- 2002: Assam, Gérard de Cortanze (Albin Michel)
- 2003: Les Âmes grises, Philippe Claudel (Stock)
- 2004: Suite française, Irène Némirovsky (Denoël)
- 2005: Mes mauvaises pensées, Nina Bouraoui (Stock)
- 2006: Mémoires de porc-épic, Alain Mabanckou (Le Seuil)
- 2007: Chagrin d'école, Daniel Pennac (Gallimard)
- 2008: Le Roi de Kahel, Tierno Monénembo
- 2009: Un roman français, Frédéric Beigbeder
- 2010: Apocalypse bébé, Virginie Despentes
- 2011: Limonov. Emmanuel Carrère
- 2012: Notre-Dame du Nil, Scholastique Mukasonga
- 2013: Naissance, Yann Moix
- 2014: Charlotte, David Foenkinos
- 2015: D'après une histoire vraie, Delphine de Vigan
- 2016: Babylone, Yasmina Reza
- 2017: La Disparition de Josef Mengele, Olivier Guez